# Nationalpark Ubajara
Der Nationalpark Ubajara (portugiesisch Parque Nacional de Ubajara [ˌubɐˈʒaɾɐ]) befindet sich im Bundesstaat Ceará im Nordosten von Brasilien. Er liegt bei Ubajara 324 km westlich von Fortaleza entfernt und ist der kleinste Nationalpark Brasiliens.
Im Nationalpark kann man eine der größten Höhlen von Brasilien besichtigen. Die Gruta de Ubajara hat 9 Kammern und ist 1120 m tief.